# ディーター・ラムス

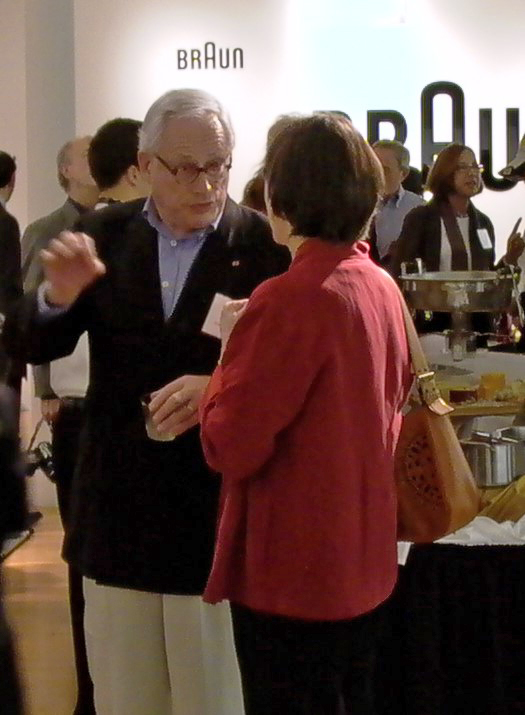
Braun Innovationの50周年記念展覧会に姿を見せたディーター・ラムス教授（2005年ボストン）

ディーター・ラムス（Dieter Rams, 1932年5月20日 - ）は、ドイツのヴィースバーデン出身のインダストリアルデザイナーで、家電製品メーカーであるブラウン社と密接に関わるとともに、インダストリアルデザインにおける「機能主義」派の人物。
ラムスは、1943年から1957年にかけてヴィースバーデン製作技術学校で建築ならびに大工技術を習得した。
1953年から1955年まで建築家オットー・アペルのもとで働いた後、電気機器メーカーであるブラウンに入社、1961年よりデザイン部門のディレクターとして1995年まで勤務した。
ラムスはかつて、自らのデザインアプローチを「Weniger, aber besser」、つまり「Less, but better（より少なく、しかしより良く）」と語ったことがある。 ラムスと彼のスタッフは、ブラウン社で記憶に残る数多くの製品をデザインしているが、そのなかには有名なSK-4レコードプレーヤーや優れた品質をそなえた35 mmフィルムスライドプロジェクター「D」シリーズ（D45, D460) がある。  彼はまた、1960年にヴィツゥ (Vitsoe) 社が発表した606 Universal Shelving Systemをデザインしたことでも知られている。
コーヒーメーカー、計算機、ラジオ、AV機器、消費家電およびオフィス機器など、彼が手がけたデザインの多くは、ニューヨークのニューヨーク近代美術館など、世界中のさまざまな博物館の収蔵品となっている。  ディーター・ラムスは、1998年に退社するまで、 30年以上にわたりBraun A.G.のデザイン部門のトップとして活躍した。 彼は今なおデザイン業界において伝説的存在とされており、最近では雑誌Wallpaperのデザインも手がけている。

## ディーター・ラムスによる「良いデザイン」の十か条
ラムスは「良いデザインとは」次のようなものであるとしている。
- 革新的である
- 実用をもたらす
- 美的である
- 理解をもたらす
- 謙虚である
- 誠実である
- 長命である
- 最終的にディティールへと帰結する
- 環境への配慮とともにある
- 可能な限りデザインを抑制する

## ラムスとアイブ
ラムスのデザインは、iMacやiPod、iPhoneをデザインしたAppleのジョナサン・アイブに影響を与えている、と多くの人が指摘している。特に、iPhoneの計算機アプリケーションには、ラムスがデザインしたBraun ET66計算機からの影響が明らかであるとされている。
ラムスは、現在における大衆化した「良いデザイン」の代表としてアイブの仕事を高く評価しており、「アップルのデザインは私のデザインのコピーなどではなく、私の過去の仕事に敬意を表してくれていると思っている」と語っている。

## ラムスの代表作

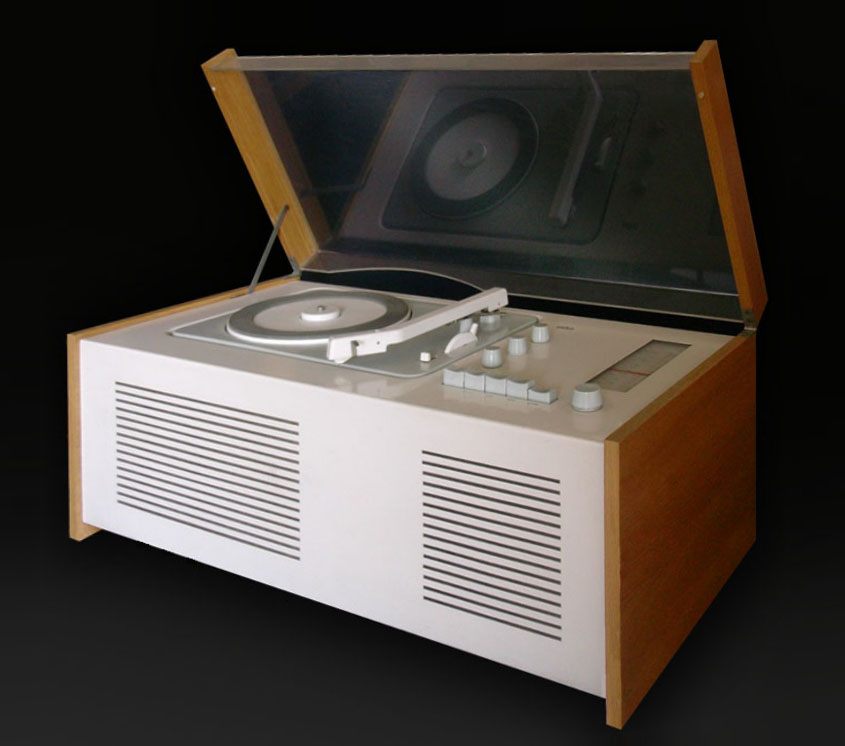
ディーター・ラムスおよびハンス・グゲロットによるデザイン。その美しさから「白雪姫の棺」と呼ばれた。
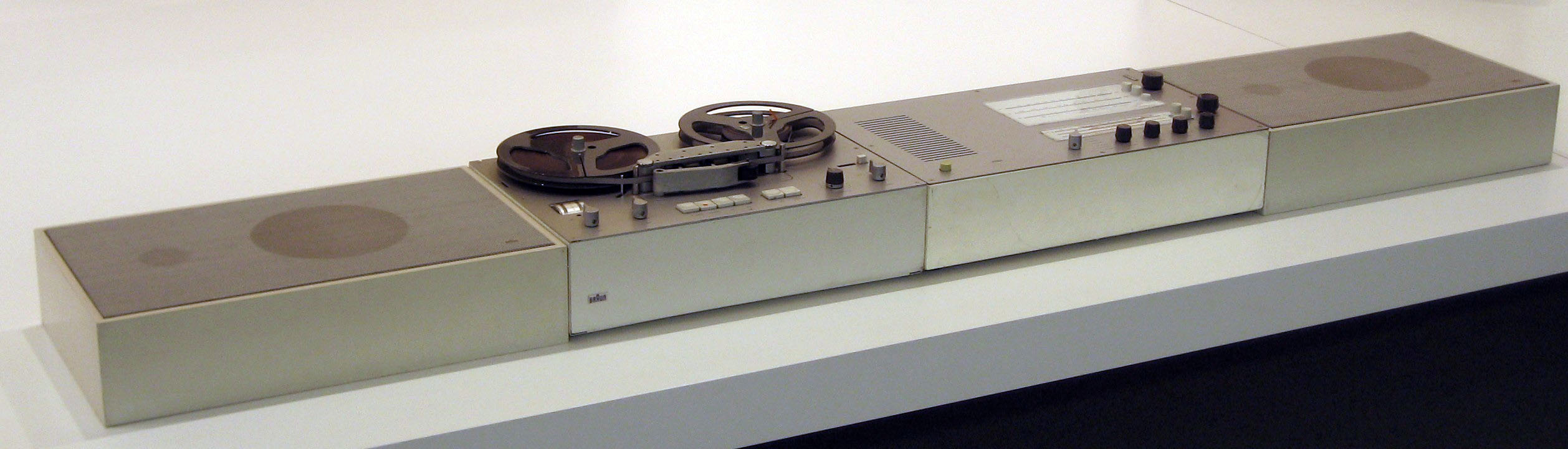
ディーター・ラムスがブラウン社のためにデザインしたTS 45、TG 60およびL 450（ドイツ、1964年／1965年）
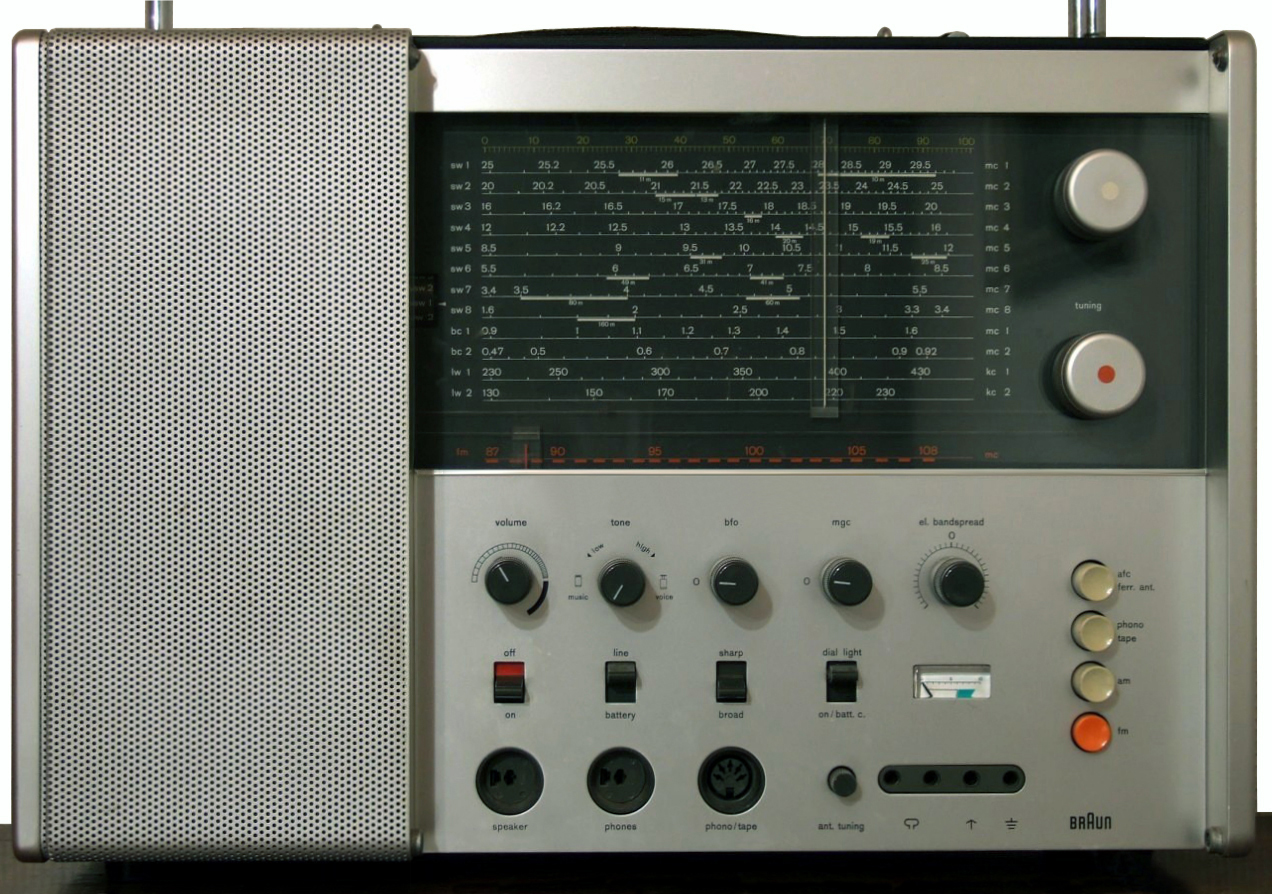
Braun T 1000 CD
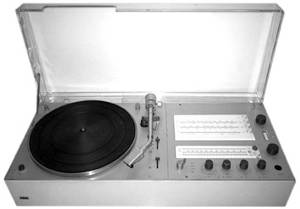
Braun Audio 310
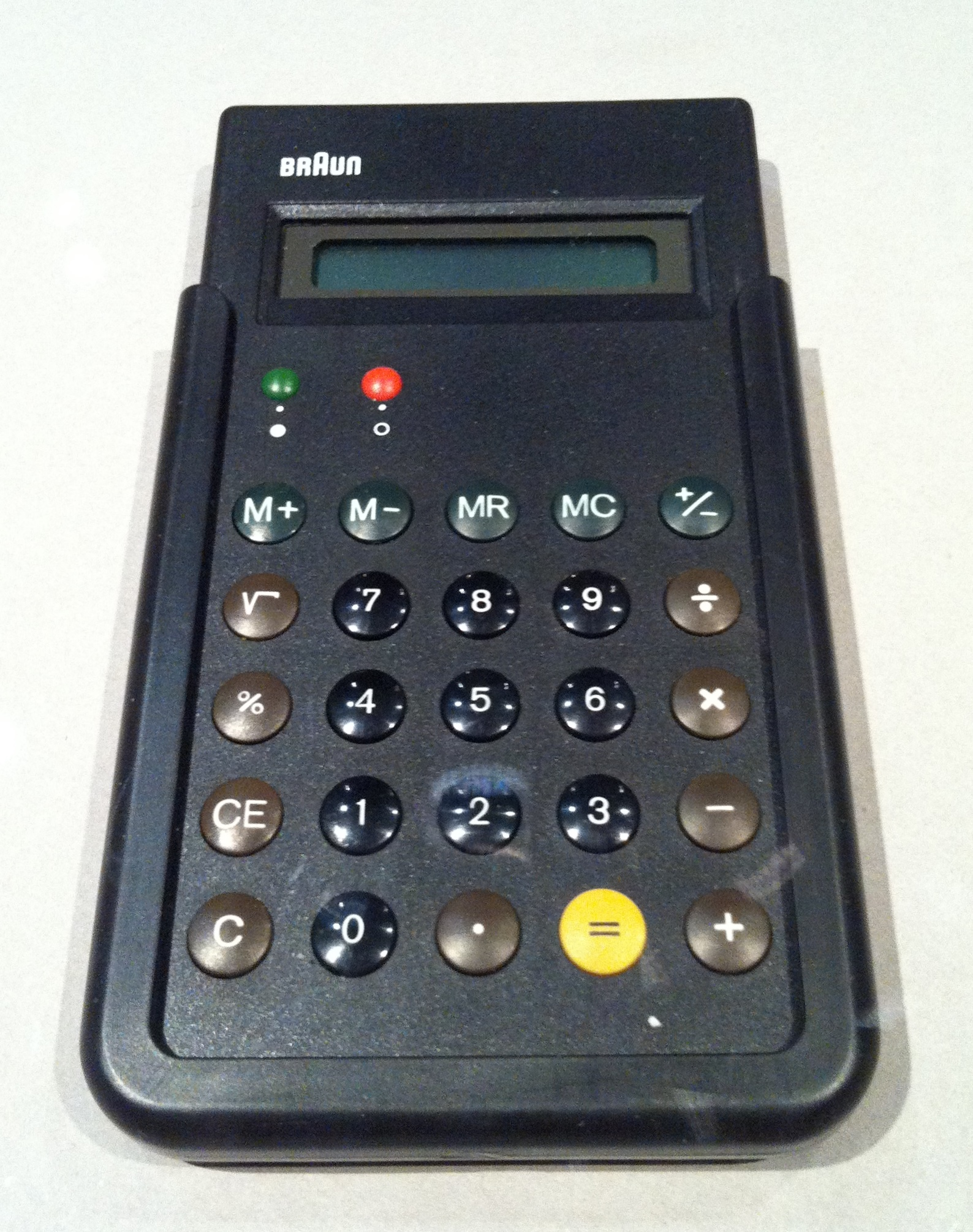
Braun ET66